# EP u rukometu na pijesku za žene 2011.
Europsko prvenstvo u rukometu na pijesku za žene 2011. održano je u hrvatskom Umagu od 4. do 9. srpnja. Na njemu je Hrvatska osvojila svoj drugi naslov i postala najuspješnija država na europskim prvenstvima.

## Turnir

### Skupina A
| Reprezentacija      | Ut | Set  | Bod |
| ------------------- | -- | ---- | --- |
| Hrvatska            | 6  | 11:2 | 10  |
| Španjolska          | 6  | 10:4 | 10  |
| Italija             | 6  | 9:4  | 8   |
| Poljska             | 6  | 6:6  | 6   |
| Sjeverna Makedonija | 6  | 7:8  | 6   |
| Srbija              | 6  | 3:11 | 2   |
| Švicarska           | 6  | 1:12 | 2   |

### Skupina B
| Reprezentacija | Ut | Set  | Bod |
| -------------- | -- | ---- | --- |
| Mađarska       | 6  | 11:4 | 10  |
| Danska         | 6  | 9:5  | 8   |
| Norveška       | 6  | 10:5 | 8   |
| Turska         | 6  | 6:7  | 6   |
| Ukrajina       | 6  | 8:6  | 6   |
| Cipar          | 6  | 2:11 | 2   |
| Grčka          | 6  | 3:11 | 2   |

### Skupina I
| Reprezentacija | Ut | Set | Bod |
| -------------- | -- | --- | --- |
| Danska         | 3  | 6:2 | 6   |
| Hrvatska       | 3  | 5:2 | 4   |
| Italija        | 3  | 3:4 | 2   |
| Turska         | 3  | 0:6 | 0   |

### Skupina II
| Reprezentacija | Ut | Set | Bod |
| -------------- | -- | --- | --- |
| Norveška       | 3  | 6:2 | 6   |
| Mađarska       | 3  | 5:3 | 4   |
| Španjolska     | 3  | 4:4 | 2   |
| Poljska        | 3  | 0:6 | 0   |

### Izbacivanje
- četvrtzavršnica:  Danska -  Poljska 2:0 (16:14, 15:14)
- četvrtzavršnica:  Turska -  Norveška 0:2 (16:22, 13:15)
- četvrtzavršnica:  Hrvatska -  Španjolska 2:0 (14:11, 16:14)
- četvrtzavršnica:  Italija -  Mađarska 2:1 (18:19, 19:16, 7:6)

- poluzavršnica:  Danska -  Italija 2:0 (12:8, 13:12)
- poluzavršnica:  Norveška -  Hrvatska 0:2 (10:14, 10:12)

- za treće mjesto:  Italija -  Norveška 2:1 (20:27, 23:10, 7:6)

- završnica:  Danska -  Hrvatska 1:2 (12:20, 22:20, 4:7)